# النغنغية (حيفا)
النغنغية إحدى قرى فلسطين المهجرة بعد حرب 1948. هذه القرية هي واحدة من ثلاث قرى صغيرة عرفت باسم الغبيات (الغبية التحتا، الغبية الفوقا والنغنغية). تشاركت القرى الثلاث مدرسة ابتدائية واحدة تم إنشاؤها سنة 1888 في عهد العثمانيين، وقد أغلقت أيام الانتداب البريطاني. وكان سكان القرية يتزودون المياه من عدة مصادر كالأودية والينابيع ونهرالمقطع. اعتمدت النغنغية اقتصادياً على الزراعة وتربية المواشي، وكان القمح هو محصولها الرئيسي. أما أشجار الفاكهة فقد غرست في رقعة صغيرة شمالي النغنغية.

## الموقع الجغرافي
تقع النغنغية على السفح الشرقي للروحاء قضاء حيفا. وكانت تقع على الطرف الشمالي من تل مشرف على واد، وتطل على مرج ابن عامر وتلال الناصرة من جهتة الشمال والشمال الشرقي. وقد كانت قريبة من طريق حيفا- جنين. وكانت بيوت النغنغية مبعثرة فوق المنحدرات ومبنية بالحجارة والطين أو بالحجارة والأسمنت أو بالأسمنت.

## مساحة القرية
سنة 1944 كانت مجمل أراضي القرية 11,607 دونما مستخدمة للبساتين. وعلى بعد كيلومترين من النغنغية كان ثمة تل اصطناعي، بالإضافة إلى تل المتسلم القائم في موقع مجيدو القديم يقع على بعد كيلومترين باتجاه الجنوب، على الطريق العام المؤدي إلى جنين.

## احتلال القرية
أعلن عن احتلال القرية في تقرير مستعجل ورد إلى ( نيويورك تايمز) في 9 نيسان \ أبريل 1948, عندما خرقت الهاغاناه هدنة اليومين التي تخللت معركة مشمار هعيمق، إلا إن المؤرخ الإسرائيلي بني موريس قد ذكر بأن النغنغية لم تحتل حتى ليل 12-13 نيسان \ أبريل. وقد دمرت النغنغية كليا عقب احتلالها كمثيلاتها من القرى التي احتلت في تلك العملية. أما مصير سكانها فلم يعرف تحديداً، فإما أنهم هربوا أثناء احتلالها، وإما قد طردوا عقب احتلالها كما حدث لسكان القرى المجاورة.

## التعداد السكاني
التعداد السكاني للنغنغية سنة 1931 بلغ 416 وفي سنة 1945 وصل إلى 1,130 نسمة أما عشية النكبة سنة 1948 فقط وصل إلى 1,311 نسمة.

## القرية اليوم
تتبعثر بقايا المنازل على منحدر إحدى التلال. ويصعب تحديد موقع القرية الذي يمر طريق حيفا- مجيدو، ويشغل جزءا منه ملعب كرة قدم إسرائيلي.

## وصلات خارجية
- موقع فلسطين في الذاكرة